# Yemen tại Thế vận hội
Yemen đã liên tục gửi vận động viên (VĐV) tới các kỳ Thế vận hội Mùa hè kể từ năm 1992 và chưa từng tham gia Thế vận hội Mùa đông. Trước sự kiện Thống nhất Yemen năm 1990, các VĐV Yemen đã tham dự Olympic sớm nhất từ 1984, đại diện cho Bắc Yemen (Cộng hòa Ả Rập Yemen; các kỳ 1984 và 1988) hoặc Nam Yemen (Cộng hòa Dân chủ Nhân dân Yemen; kỳ 1988). Yemen chưa từng giành được huy chương Olympic.
Ủy ban Olympic quốc gia của Yemen được thành lập năm 1971 và được công nhận bởi Ủy ban Olympic Quốc tế vào năm 1981.

## Bảng huy chương

### Huy chương tại các kỳ Thế vận hội Mùa hè
| Thế vận hội         | Số VĐV                                             | Vàng                                               | Bạc                                                | Đồng                                               | Tổng số                                            | Xếp thứ                                            |
| 1896–1980           | không tham dự                                      | không tham dự                                      | không tham dự                                      | không tham dự                                      | không tham dự                                      | không tham dự                                      |
| Los Angeles 1984    | với tư cách Bắc Yemen (YAR)                        | với tư cách Bắc Yemen (YAR)                        | với tư cách Bắc Yemen (YAR)                        | với tư cách Bắc Yemen (YAR)                        | với tư cách Bắc Yemen (YAR)                        | với tư cách Bắc Yemen (YAR)                        |
| Seoul 1988          | với các tư cách Bắc Yemen (YAR) và Nam Yemen (YMD) | với các tư cách Bắc Yemen (YAR) và Nam Yemen (YMD) | với các tư cách Bắc Yemen (YAR) và Nam Yemen (YMD) | với các tư cách Bắc Yemen (YAR) và Nam Yemen (YMD) | với các tư cách Bắc Yemen (YAR) và Nam Yemen (YMD) | với các tư cách Bắc Yemen (YAR) và Nam Yemen (YMD) |
| Barcelona 1992      | 13                                                 | 0                                                  | 0                                                  | 0                                                  | 0                                                  | –                                                  |
| Atlanta 1996        | 4                                                  | 0                                                  | 0                                                  | 0                                                  | 0                                                  | –                                                  |
| Sydney 2000         | 2                                                  | 0                                                  | 0                                                  | 0                                                  | 0                                                  | –                                                  |
| Athens 2004         | 3                                                  | 0                                                  | 0                                                  | 0                                                  | 0                                                  | –                                                  |
| Bắc Kinh 2008       | 5                                                  | 0                                                  | 0                                                  | 0                                                  | 0                                                  | –                                                  |
| Luân Đôn 2012       | 4                                                  | 0                                                  | 0                                                  | 0                                                  | 0                                                  | –                                                  |
| Rio de Janeiro 2016 | 3                                                  | 0                                                  | 0                                                  | 0                                                  | 0                                                  | –                                                  |
| Tokyo 2020          | chưa diễn ra                                       |                                                    |                                                    |                                                    |                                                    |                                                    |
| Tổng số             | Tổng số                                            | 0                                                  | 0                                                  | 0                                                  | 0                                                  | –                                                  |